# Poumarous
Poumarous település Franciaországban, Hautes-Pyrénées megyében. Lakosainak száma 154 fő (2022. január 1.). Poumarous Tournay, Cieutat, Luc, Oléac-Dessus és Ozon községekkel határos.

## Népesség
A település népességének változása:
| Lakosok száma | 144  | 147  | 155  | 156  | 158  | 164  | 166  | 160  | 154  |
|               | 2013 | 2015 | 2016 | 2017 | 2018 | 2019 | 2020 | 2021 | 2022 |